# Kōsen-rufu
Kōsen-rufu (広宣流布) ou kosen rufu est une expression qui signifie une large transmission ( littéralement « proclamer et répandre largement »). 

## Origine
La propagation, ou transmission de l'enseignement, appartient à la tradition mahayana. Ainsi dans le chapitre XXIII, dit chapitre Yakuo, le Bouddha après avoir fait l'éloge du Sûtra du Lotus s'adresse au bodhisattva Fleur-souveraine-Constellation (une femme selon la traduction en référence) : « Quand je serai entré dans l'état d'extinction dans la dernière période de cinq cents ans, il te faudra le propager largement en terres étrangères, et à travers tous le Jambuvipa, sans le laisser jamais disparaître […] tu devras utiliser tes pouvoirs transcendentaux pour veiller sur ce Sûtra et le protéger. » et émet ainsi le vœu que cet enseignement soit retransmis à grande échelle.
Nichiren Daishonin (1222-1282), après avoir étudié la plupart des sûtras de 1239 à 1253, arrive à la conclusion que l’intention du bouddha Shakyamuni était de transmettre définitivement l'essentiel de son enseignement dans le Sûtra du Lotus ; il en déduit ainsi le Nam-myōhō-renge-kyō (ou Daimoku) et reprend le flambeau de la transmission de ce Grand Vœu décrété par le Bouddha pour ses disciples.